# Вікові сосни (Гола Пристань)
Вікові сосни — ботанічна пам'ятка природи місцевого значення. Об'єкт розташований на території Голої Пристані Херсонської області, околиця міста Гола Пристань .
Площа — 0 га, статус отриманий у 1983 році.